# تاكاشي كامويشيدا
تاكاشي كامويشيدا (باليابانية: 鴨志田 誉) (5 أغسطس 1985 في كاناغاوا في اليابان – )؛ هو لاعب كرة قدم ياباني سابق كان يلعب كلاعب وسط.

## وصلات خارجية
- تاكاشي كامويشيدا على موقع رابطة كرة القدم اليابانية للمحترفين (اليابانية)
- تاكاشي كامويشيدا على موقع قاعدة بيانات كرة القدم.إي يو (الإنجليزية)
- تاكاشي كامويشيدا على موقع Soccerway.com (الإنجليزية)